# Divididos nos caemos
"Divididos nos caemos" es una historia de la serie animada de televisión Avatar: la leyenda de Aang. Está dividida en pequeños cómics que se encuentran dentro de cada DVD del Libro Tierra, y cuenta las anécdotas de Aang y sus compañeros cuando son separados al caer tras un accidente mientras volaban en medio de una tormenta, quedando cada uno en un lugar diferente.

## Sinopsis
Primera Parte
El equipo se encuentra sobre Appa volando sobre un bosque y también sobre una terrible tormenta, Sokka le pide a Aang que por favor haga algo de Aire-control para que la lluvia no los afecte tanto en lo que Aang responde malhumorado que es lo que ha estado haciendo. Sokka le responde de forma sarcástica que al parecer está haciendo un buen trabajo. Toph le grita a Sokka que no le dirija la palabra a Aang para que se concentre, Sokka dice que al parecer alguien se levantó del lado izquierdo del bisonte. Aang le dice a los chicos que parece ver algo a lo lejos, Toph sarcásticamente le dice que no todos tienen un concepto visual, Aang les dice que parece una torre o al parecer dos torres. La tormenta se pone más fuerte, lo que hace que Momo salga volando por la terrible fuerza del viento, Toph rápidamente lo atrapa y lo salva. Aang se voltea para ver que esté bien. Sokka se queda viendo al frente muy desanimado, triste y con los ojos grandes, mientras que Katara le grita a Aang y le hace señas con sus brazos. Aang cree que Katara solo la está saludando por lo que también la saluda amorosamente sin darse cuenta de que Katara lo quería prevenir de 2 huracanes que estaban casi al frente de ellos. Appa entra en ellos y hace que el equipo se caiga por distintos lados, Aang se cae por uno, Katara y Sokka por otro y Momo junto con Toph por otro. Mientras caen, Sokka le dice a Katara: "Esto va a doler, ¿Verdad?".
Segunda Parte
Mientras caen, Aang intenta por todos los medios de agarrar su planeador, al ver que no podía pensó por un momento y utilizó el "Planeador" para poder agarrarlo, inmediatamente lo abre y sale en la búsqueda de sus amigos. Aang piensa que tal vez volar sobre una fuerte tormenta no es una buena idea, por lo que aterriza en el interior del bosque. Aang intenta recordar los lugares por donde cada uno se calló para darse una idea donde pueden estar y se confunde aún más. Entre las ramas, se ve una sombra, Aang inmediatamente cree que es Momo, pero es una Serpiente-Murciélago, trata de atacarlo en lo que Aang solo la esquiva y esta pega en un árbol. Aang decide ir un poco más arriba y se encuentra una cueva, grita para ver si hay alguien ahí, he inmediatamente sale una gran cantidad de Serpientes-Murciélagos, Aang se da un golpe en la cabeza de la cólera que le da al no darse cuenta de que en una cueva debe haber más de ellos, en lo que Aang sale corriendo, Aang divisa una torre por lo que dice que es el único lugar que se le ocurre a donde los demás pudieron ir. Aang se va y de entre las rama aparece una sombra, acariciando una serpiente-murciélago y diciendo "Otros". Mientras tanto se ve que Katara y Sokka son rodeados por unos chicos. 
Tercera Parte
Katara y Sokka están rodeados por unos chicos, Sokka se lesionó el brazo por la gran caída he intenta decirles que de creer o no, han caído del cielo y que accidentalmente han aterrizado aquí. Un hombre le dice que de todos los lugares tenían que rebotar en su cabaña, un chico que tenía un parche en el ojo sujetaba el boomerang de Sokka, le dice que no les haga daño, ya que al parecer tienen extraños juguetes y que quieren jugar un rato con ellos. Katara les dice que si les dan sus cosas se irán sin causar alboroto. Otro chico le toca el brazo lesionado a Sokka, por lo que Sokka inmediatamente grita. Katara le dice que no se lo toque ya que lo podría empeorar. Katara le dice a Sokka en voz muy suave que su brazo está lastimado, pero si sus piernas se encuentran bien. Sokka dice muy desanimado que al parecer están tan bien como sus rodillas. Katara rápidamente usa Agua control desde su cantimplora y ataca a uno de ellos. Katara y Sokka salen corriendo, uno de los chicos dijo que era una maestra, el chico del parche les dice que no se queden parados y que los persigan, ya que si no los atrapan llegarán al río. Antes de terminar de hablar, Sokka y Katara estaban a la orilla del río con una gran sonrisa y Katara agrega que ya que les habían pedido jugar, eso harán. Katara utiliza Agua control y hace una gigantesca ola detrás de ella lista para atacar. Los chicos miran con desánimos por lo que les devuelven sus cosas muy amablemente. El chico del parche les dice que esto no ha terminado y Katara le dice a Sokka que al parecer "su amigo" necesita "refrescarse". Les manda la ola y los desaparece en el bosque. Un tiempo después, Katara se encuentra curándole el brazo, Sokka divisa la torre y dice que ese es el único lugar visible que hay. Después de curarle el brazo deciden ir a la torre y empiezan a escalarla, Sokka agrega que espera que Toph esté bien, Katara agrega que por supuesto que debe estarlo. En esto se ve a Toph con una cara desanimada, sentada sobre un trono con un traje púrpura, una decoración en su cabeza y está siendo besada por una anciana quien le dice que su princesa está linda. Momo esta a la par de ella con una capa roja.
Cuarta Parte
Toph se encuentra desanimada por la situación en la que está y en esto dice: "Me caí de un bisonte, hice control tierra para llegar hasta la torre, estoy vestida como una princesa y siendo pellizcada y besada por esta......persona, ¿Puede mi día estar peor?". La abuela agrega que está muy bonita y que le servirá un tazón de escarabajos-gusano para que coma, Toph responde: "Parece que sí". Mientras tanto Katara y Sokka siguen escalando la montaña para llegar a la torre, Katara agrega que ya no falta mucho y Sokka le dice que ojalá tengan comida ya que tiene hambre. En esto se escucha un fuerte ruido, Katara le pregunta a Sokka que fue eso y Sokka responde que fue su estómago. Se ve a alguien subir por la montaña justo por debajo de ellos y sale un chico que les dice "Hola....otros", Sokka le responde: "Hola Señor maestro tierra". Mientras tanto en la torre, Toph trata de irse en forma amable para que la anciana la entienda. La pared se abre y entra el chico diciéndole a la anciana que encontró "otros", Katara y Sokka rápidamente van hacia donde Toph para asegurarse que esté bien. La anciana le dice al chico que le traiga un vestido para su nueva princesa, por lo que Katara y Sokka se quedan extrañados. El chico les dice "No irse nunca.....quedarse conmigo y....abuelita". Aang entra en la torre y grita que nadie se quedará aquí. Empieza una batalla entre Aang y el chico, Katara se queda observando una fotografía he inmediatamente hace una columna de hielo entre ellos para evitar que la pelea siga y agrega que en realidad es un orfanato. Todos entendieron y se calmaron, Toph agrega que Appa está afuera en lo que Aang va y lo saluda. Appa tiene guantes y una gran corona encima de la cabeza. El chico les avisa si se quedarán esta noche, Sokka responde que les encantaría y que también pide comida. La anciana les trae para cada uno un plato de escarabajos-gusano, mientras se ve las caras desanimadas de Katara, Aang y Sokka, Toph se ríe de ellos.
- Datos: Q5811574